# Robert Lettner

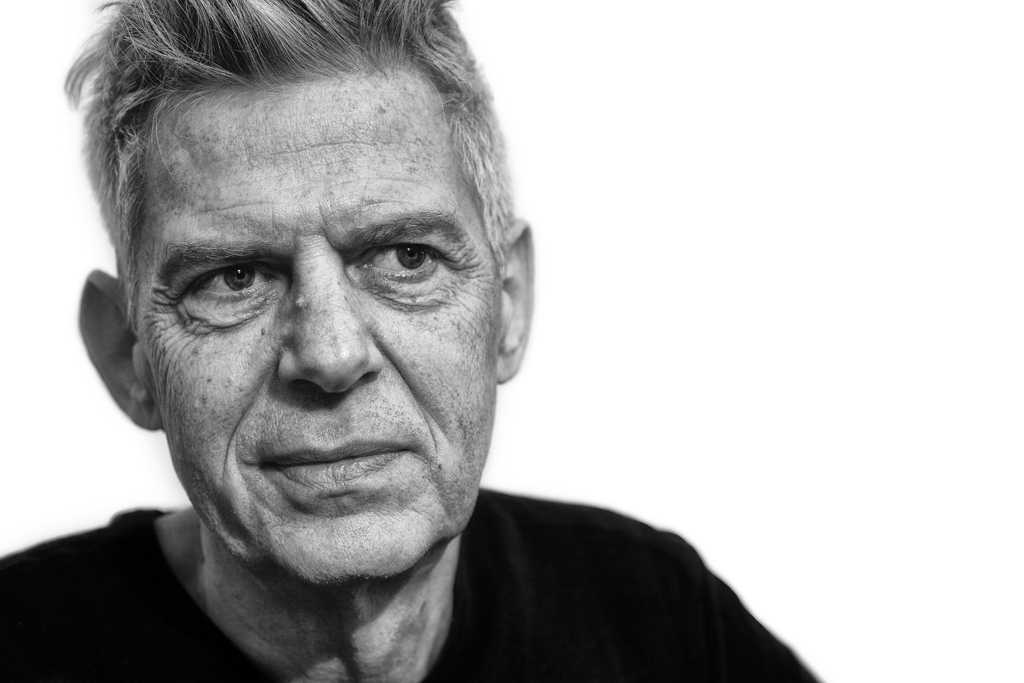
Robert Lettner, 2011

Robert Lettner (* 23. Mai 1943 in Elne, Frankreich; † 6. September 2012 in Wien) war ein österreichischer Maler. Seine künstlerischen Leitthemen, die er teilweise in Kooperation mit Wissenschaftlern erforschte, setzten sich mit Utopie, Widerstand, Landschaft als auch Fragestellungen digitaler Kunst und Ornamentik auseinander.

## Leben und Werk
Robert Lettner wurde am 23. Mai 1943 im südfranzösischen Elne geboren und wuchs im Internierungs- und Deportationslager Camp de Gurs auf. Seine Kindheit nach der Befreiung verbrachte er zuerst in Paris, dann in Salzburg. 1953 kam er nach Wien und absolvierte von 1958 bis 1962 eine Lehre als Lithograf. Von 1964 bis 1969 studierte er Malerei an der Akademie der bildenden Künste Wien bei Franz Elsner. Aus dieser Zeit stammt die Künstlerfreundschaft mit Adam Jankowski, die zu zahlreichen gemeinsamen Ausstellungen führte. Bereits gegen Ende der 1960er Jahre nahm er an mehreren Ausstellungen teil und wurde 1970 Mitglied der Wiener Secession. 1973 ging er mit einem Stipendium des British Council an die Slade School of Fine Art nach London. 1974 folgten Aufenthalte im Sudan. 1975 erhielt er den Förderungspreis der Stadt Wien. In den 1970er Jahren zeigte Lettner in der Wiener Galerie nächst St. Stephan eine Reihe von Ausstellungen politischen Inhalts. Für ihn war Kunst auch immer eine Form von Widerstand, wie Peter Menasse es aufzeigt. Lettners Begriff des Widerstands forderte das autonome kritische Denken und zielte auf eine kontinuierliche Erneuerung des Weltbildes.
Oswald Oberhuber holte Lettner 1976 mit einem Lehrauftrag für die Grafik-Meisterklasse an die Hochschule für angewandte Kunst in Wien. Dort leitete Lettner die Abteilung Grafik-Reprotechnik von 1985 bis 2008. Mit Willi Kopf und Walter Worlitschek entwickelte er unter dem Motto Beiträge zur laufenden Kunstdiskussion ein Konzept, um das Plakat als künstlerische Kommunikationsform verstärkt im laufenden Hochschulalltag zu platzieren. In über einhundert Lehrveranstaltungen – die Plakate hiervon sind vollständig in der Sammlung der Universität für angewandte Kunst archiviert – machte Lettner die Studierenden mit interdisziplinären und bildwissenschaftlichen Ansätzen vertraut. Ab 1998 entwickelte Lettner mit Walter Worlitschek, ab 2004 dann mit Philipp Stadler Techniken einer digitalen Kunst, die sich mit digital erstellten ornamentalen Bildformen auseinandersetzten. Indem er diese experimentelle Weiterentwicklung seiner Bildbegriffe in den digitalen Raum mit Mathematikern wie Herbert Fleischner und Christoph Überhuber, Philosophen wie Burghart Schmidt und Konrad Paul Liessmann sowie mit Kunstwissenschaftlern wie Mara Reissberger und Harald Kraemer diskutierte, gilt Lettner als einer der Pioniere künstlerischer Forschung.
Das Werk Lettners umfasst den Zeitraum 1965 bis 2012 und besteht neben Aquarellen und Tuschezeichnungen aus klassischen analogen als auch aus digital erstellten Gemälden. Sein Werk lässt sich gemäß seinen künstlerischen Leitthemen wie folgt einordnen: 1. Werke, wie die Balkenbilder (1968–2008), die sich mit dem Begriff der Utopie auseinandersetzen. 2. Serien, wie Anarchie, Stilleben und Portrait – eine Dokumentation der 70er Jahre (1970–1978), die den Begriff des Widerstands thematisieren. 3. Seine Landschaftsmotive wie die Serie Landschaft Bilder Therapie, Wasserbilder Lobau und Die letzten Alpenbilder (1982–2000) nutzte Lettner um Aufgaben, Funktion und Zweck der Malerei grundlegend zu hinterfragen. 4. In den Werkgruppen Farbpartituren und Das Spiel vom Kommen und Gehen (1976–1982), dem Zyklus der Diskettenbilder (1985–1994) als auch in den Werken digitaler Malerei mit den Bildern zur magischen Geometrie, Knotenbilder, Spiegelungen und Synchronwelten (1995–2012) setzte sich Lettner mit ornamental strukturierten Ordnungssystemen auseinander.
Am 6. September 2012 verstarb Robert Lettner in Wien. Er wurde am Wiener Zentralfriedhof bestattet. In den Jahren 2013 bis 2017 wurde der Nachlass mittels Bild-Datenbank inventarisiert und durch Webseite und Werkmonographie archiviert. Hierfür zeichnet der in Wien ansässige Verein RoLett – Verein zur Dokumentation des künstlerischen und wissenschaftlichen Werkes von Robert Lettner verantwortlich. Zum 75-jährigen Geburtstag 2018 erscheint die erste umfangreiche Werkmonographie des Künstlers.

## Ausstellungen
- 1968: Galerie ZB (Zentralbuchhandlung), Wien
- 1969: Galerie im Griechenbeisl, Wien
- 1971/1972: Galerie nächst St. Stephan, Wien
- 1975: Illusionen, Galerie nächst St. Stephan, Wien
- 1978: Porträt. Eine Dokumentation der 70er Jahre, Galerie nächst St. Stephan, Wien
- 1980: Robert Lettner – Adam Jankowski. Bilder der Gegenwart, Galerie die Wand, Hamburg
- 1984:  Orwell und die Gegenwart, Museum des 20. Jahrhunderts, Wien
- 1987: Disketten, Galerie Vorsetzen, Hamburg
- 1988: Galerie Gras, Wien
- 1988: LBT Landschaft – Bilder – Therapie, Minoritenkirche Krems-Stein
- 1988: Schwarze Schatten – Weisse Balken, Theseustempel, Akademie der bildenden Künste Wien
- 1990: Adam Jankowski – Robert Lettner. Kalte Strahlung. Bilder zur Gegenwart, Museum Moderner Kunst Stiftung Ludwig Wien; Hamburger Kunsthalle in Kampnagel K3/Hamburg; Hessisches Landesmuseum Darmstadt
- 1991: Sonne über Berlin..., Galerie Gras, Wien
- 1991: Reproduzierter Gedanke, Stadtgalerie Wels, Oberösterreich
- 1993: 25 Jahre Malerei, Servitengarage, Wien
- 1993: Bildwelten 1968-93 / Imagerepertoirs 1968-93, Galerie Vorsetzen, Hamburg
- 1994: Dubliner Thesen zur Informellen Geometrie, Heiligenkreuzerhof, Wien
- 1995: Wasserturm Favoriten, Wien
- 1996: Galerie Vorsetzen, Hamburg
- 1997: Bilder zur magischen Geometrie, Galerie aller Art, Bludenz
- 1998: Bilder zur magischen Geometrie, Wiener Secession, Wien
- 2000: Die letzten Alpenbilder, Sala terrena, Wien
- 2006: Robert Lettner – Philipp Stadler. Digitale Malerei, Galerie K12, Bregenz
- 2006: Bildbeispiele über die Dialektik des Fadenscheinigen im Ornament, Universität für angewandte Kunst Wien
- 2006: Das Spiel vom Kommen und Gehen, Robert Lettner und Low Frequency Orchestra, Sammlung Essl, Klosterneuburg; Universität für angewandte Kunst Wien, Konzertaufführung
- 2008: Willi Kopf – Robert Lettner. Beiträge zur laufenden Kunstdiskussion, Galerie K12, Bregenz
- 2010/2011: Adam Jankowski – Robert Lettner. Philosophie der Landschaft, Kunststation Kleinsassen, Fulda; Niederösterreichisches Dokumentationszentrum für moderne Kunst, St. Pölten
- 2013: Das unsichtbare Archiv des Robert Lettner, lotsremark projekte, Basel
- 2017: Robert Lettner. In Dialogue with the Chinese Landscape, Universität Hongkong, University Museum and Art Gallery, Hongkong; Utopia of Ornaments, New Wunderkammer of Rococo School of Creative Media, City University of Hong Kong, Hongkong
- 2020: The Beginning. Kunst in Österreich 1945 bis 1980, Albertina modern, Albertina, Wien
- 2020/2021: Früher war schon immer Jetzt. Malerei seit 1947 neu präsentiert, Hamburger Kunsthalle, Hamburg
- 2021: Future Memories. Utopia Dystopia Nature, Run Run Shaw Creative Media Centre, City University of Hong Kong, Hongkong
- 2022: Robert Lettner. Balkenbilder, Galerie Wonnerth Dejaco, Wien
- 2022/2023: X, gemeinsam mit Adrian Falkner, Beat Feller, Pierre Haubensak, Matthias Liechti, Klaus Merkel, Herbert Starek und Kat Suryna, lotsremark Projekte, Basel
- 2023/2024: Couplet Pair Rebus. The Principle of Cause and Effect in Art, University Museum and Art Gallery, The University of Hong Kong
- 2024: Shape of Things to Come. Again., gemeinsam mit Marcel Broodthaers, Jenny Holzer, Ian Hamilton Finlay und Herbert Starek, lotsremark Projekte, Basel

## Sammlungen
- Hamburger Kunsthalle
- Lentos Kunstmuseum Linz
- Museum Niederösterreich, St. Pölten
- Albertina, Wien
- Artothek des Bundes im Belvedere 21, Wien
- Sammlung der Universität für angewandte Kunst, Wien
- Universität für angewandte Kunst Wien (MAK)
- Museum Moderner Kunst Stiftung Ludwig Wien (MUMOK)
- Kulturamt der Stadt Wien

## Kataloge/Publikationen
- Robert Lettner: Malerei, Ausstellungskatalog Galerie nächst St. Stephan, Wien, 1971.
- Robert Lettner: Porträt. Eine Dokumentation der 70er Jahre, Ausstellungskatalog Galerie nächst St. Stephan, Wien, 1978.
- Robert Lettner: Landschaft – Bilder – Therapie, Ausstellungskatalog Minoritenkirche Krems/Stein, Niederösterreichisches Landesmuseum, Nr. 218, Wien, 1988.
- Robert Lettner: Synthetische Bildwelten, Ausstellungskatalog Galerie Vorsetzen, Hamburg, 1989.
- Adam Jankowski, Robert Lettner: Kalte Strahlung. Bilder zur Gegenwart, Ausstellungskatalog Museum Moderner Kunst Wien (Hg.), Nr. 32, Wien, 1990.
- Robert Lettner: Sonne über Berlin – Mond über Beirut, Ausstellungskatalog Galerie Gras, Wien, 1991.
- Robert Lettner: Bildwelten 1968-93, Ausstellungskatalog Galerie Vorsetzen, hg. von Gesine Petersen, Hamburg: Galerie Vorsetzen, 1993.
- Robert Lettner: Dubliner Thesen zur Informellen Geometrie, Ausstellungskatalog Galerie Heiligenkreuzerhof, Wien, 1994.
- Robert Lettner: Bilder zur magischen Geometrie, Wiener Secession (Hg.), Ausstellungskatalog 20. November 1998 – 17. Jänner 1999, Wien: Wiener Secession, 1998.
- Robert Lettner, Harald Krämer: „Die Kunst ist erlöst, das Rätsel ist zu Ende. Dialog zwischen Robert Lettner und Harald Krämer“; „Art is Reedeemed, Mystery is Gone. Conversations with Robert Lettner and Harald Krämer“, in: Robert Lettner: Bilder zur magischen Geometrie, Ausstellungskatalog Wiener Secession, Wien: 1998, S. 6–14; 15–23.
- Robert Lettner, Mara Reissberger, Burghart Schmidt: „Gespräch über das Ornament“, in: Robert Lettner: Ornament. Bilder zur magischen Geometrie. Beiträge zur laufenden Kunstdiskussion, Wien, 1998.
- Robert Lettner, Peter Menasse: Der Eisbärfelllöwe, Wien, 2004.
- Harald Krämer, Robert Lettner, Mara Reissberger, Burghart Schmidt: Im Bild über Bilder sprechen. Über die Dialektik des Fadenscheinigen im Ornament, Wien: Verlag der Universität für angewandte Kunst Wien, 2006.
- Low Frequency Orchestra und Robert Lettner: Das Spiel vom Kommen und Gehen, Klosterneuburg/Wien, 2006.
- Adam Jankowski, Robert Lettner, Burghart Schmidt: Philosophie der Landschaft, Berlin: Jovis Verlag, 2010.
- Florian Knothe, Harald Kraemer: Robert Lettner. In Dialogue with the Chinese Landscape, Hong Kong: Hong Kong University Museum and Art Gallery, 2017.
- Harald Kraemer: Robert Lettner. Das Spiel vom Kommen und Gehen. Widerstand Utopie Landschaft Ornament, Margit Lettner, Markus Lettner, Peter Menasse (Hrsg.), Klagenfurt: Ritter Verlag, 2018.